# Antonio Pollaiuolo
Antonio Pollaiuolo znany także jako Antonio di Jacopo, Antonio del Pollaiolo (ur. ok. 1429–1432, zm. 4 lutego 1498) – włoski złotnik, malarz, grafik i rzeźbiarz renesansowy, tworzący w epoce quattrocenta.

## Twórczość
Starszy brat malarza Piera Pollaiuolo, z którym prowadził we Florencji pracownię. Obrazy bracia wykonywali wspólnie – Antonio prawdopodobnie robił szkice, a Piero wykańczał dzieła. Antonio złotnictwa miał uczyć się u Ghibertiego, rzeźby u Donatella, a malarstwa u Uccella (Vasari podaje natomiast, że malarstwa uczył go brat).
W liście z 1494 roku Antonio Pollaiuolo napisał o namalowanych wraz z bratem w 1460 roku obrazach dla Piera de'Medici, przedstawiających czyny Herkulesa. Dzieła te nie zachowały się do dziś. Znane są jedynie dwa małe obrazki, przypisywane Antoniowi i uważane za inspirowane tymi zaginionymi obrazami. Są to: Herkules pokonujący Anteusza (10,5×16 cm) i Herkules walczący z hydrą (17×12 cm). Już na podstawie tych dwóch ekspresyjnych dzieł widać, że artysta był zainteresowany ruchem i anatomią. Vasari napisał:
Był on pierwszym, który zajął się w sposób tak nowoczesny anatomią, dokonując licznych sekcji ciała ludzkiego, by zobaczyć ich budowę wewnętrzną; pokazał, jak należy szukać mięśni oraz jaki miały kształt i układ w postaci. Te poszczególne studia postaci złożyły się na sławną "Bitwę nagich postaci".
Owa Bitwa to miedzioryt z ok. 1470-1475, ukazujący dziesięciu walczących ze sobą, nagich młodzieńców, potwierdzający szczególną skłonność Antonia Pollaiuolo do oddawania ruchu i dramatyzmu. Jego innym dziełem jest oraz ze św. Sebastianem o kompozycji piramidalnej. Punkt widzenia umieszczony jest wysoko. W tle, za sceną męczeństwa Sebastiana, Pollaiuolo w drobiazgowy sposób ukazał pejzaż. Uwagę poświęcił także oddaniu napięciu mięśni, towarzyszącemu napinaniu łuku. Wedle tradycji był pierwszym artystą (przed Leonardem da Vinci) przeprowadzającym sekcje zwłok aby lepiej poznać mięśnie człowieka.
Jemu lub Pierowi przypisuje się pełnego elegancji Dawida z głową Goliata (Staatliche Museen) o wysublimowanej kolorystyce. Za ich wspólne dzieło uważa się Tobiasza z archaniołem Rafałem, cechującego się wyrafinowaniem i ozdobnością.
Antoniowi Pollaiuolo przypisuje się autorstwo rzeźb Romulusa i Remusa, dołączonych w XV w. do rzeźby wilczycy kapitolińskiej.

## Dzieła
| ilustracja | tytuł                                                  | czas powstania            | technika i wymiary                | miejsce przechowywania      |
|            | Herkules pokonujący Anteusza                           | ok. 1460-1470             | tempera na desce                  | Galeria Uffizi, Florencja   |
|            | Apollo i Dafne                                         | prawdopodobnie 1470-80    | olej na desce, 29,5 × 20 cm       | National Gallery w Londynie |
|            | Męczeństwo św. Sebastiana razem z Pierem del Pollaiolo | ukończony 1475            | olej na płótnie, 291,5 × 202,6 cm | National Gallery w Londynie |
|            | Bitwa nagich mężczyzn                                  | prawdopodobnie 1465       | sztych, 38,4 × 58,9 cm            | Metropolitan Museum of Art  |
|            | Herkules walczący z hydrą                              | ok. 1475                  | tempera na desce                  | Galeria Uffizi, Florencja   |
|            | Tobiasz z archaniołem Rafałem                          | 3. trzydziestolecie XV w. | deska                             | Galleria Sabauda w Turynie  |